# إريك غودوي
إريك غودوي (بالإسبانية: Erik Godoy)‏ هو لاعب كرة قدم أرجنتيني، ولد في 16 أغسطس 1993 في بوينس آيرس في الأرجنتين. لعب مع تيغري.

## وصلات خارجية
- إريك غودوي على موقع الدوري الأمريكي (الإنجليزية)
- إريك غودوي على موقع قاعدة بيانات كرة القدم.إي يو (الإنجليزية)
- إريك غودوي على موقع Soccerway.com (الإنجليزية)